# Galeottiella
Galeottiella – rodzaj roślin z rodziny storczykowatych (Orchidaceae). Obejmuje 2 gatunki występujące w Ameryce Środkowej w Gwatemali i Meksyku.

## Systematyka
Rodzaj sklasyfikowany do podplemienia Galeottiellinae w plemieniu Cranichideae, podrodzina storczykowe (Orchidoideae), rodzina storczykowate (Orchidaceae), rząd szparagowce (Asparagales) w obrębie roślin jednoliściennych.
Wykaz gatunków
- Galeottiella orchioides (Lindl.) R.González ex Rutk., Mytnik & Szlach.
- Galeottiella sarcoglossa (A.Rich. & Galeotti) Schltr.